# São Martinho do Campo
São Martinho do Campo (llamada oficialmente Campo (São Martinho)) era una freguesia portuguesa del municipio de Santo Tirso, distrito de Oporto.

## Historia
Fue suprimida el 28 de enero de 2013, en aplicación de una resolución de la Asamblea de la República portuguesa promulgada el 16 de enero de 2013 al unirse con las freguesias de São Mamede de Negrelos y São Salvador do Campo, formando la nueva freguesia de Vila Nova do Campo.